# Ilamatecuhtli
En la mitologia asteca, Ilamatecuhtli o Citlallicue és la deessa de la vellesa, mare d'altres divinitats. Se l'associa als ídols i al foc, és la creadora de la Terra, les estrelles i la Via Làctia juntament amb el seu marit, Citlalatonac. Així mateix, se l'associa a la mort i la foscor.
Sembla que els seus atributs van ser absorbits per una altra deessa més coneguda, Chicomecal, la deessa del blat de moro. Els sacerdots asteques li sacrificaven noies joves cada tardor per assegurar una bona collita.